# Hl. Dreifaltigkeit (Walchs)
Heilige Dreifaltigkeit ist eine römisch-katholische Kapelle in Walchs, einem Ortsteil der Gemeinde Stetten im Landkreis Unterallgäu. Die Kapelle gehört zur Pfarrei Erisried. Sie ist in der amtlichen Denkmalliste nicht eingetragen.

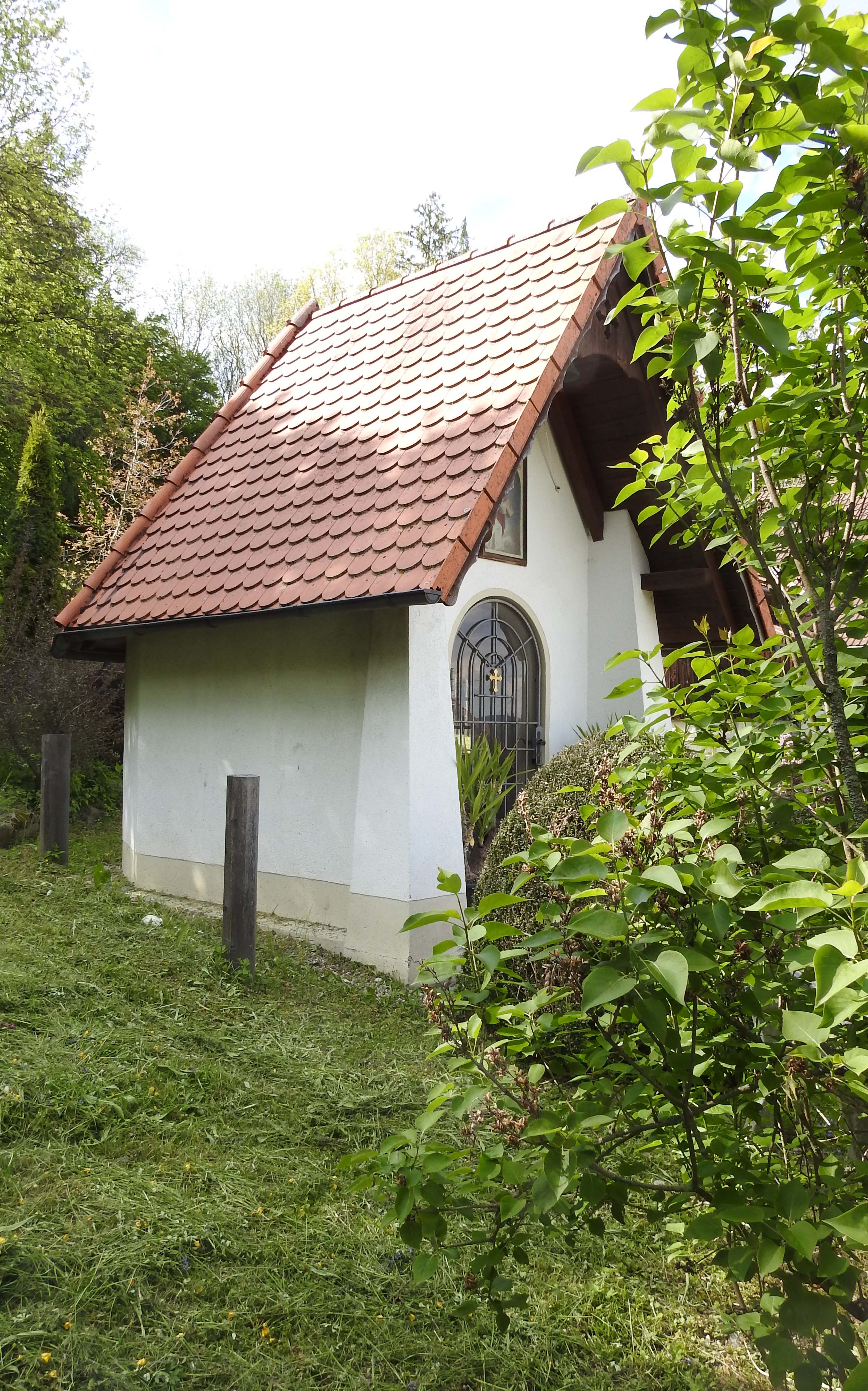
Kapelle Heilige Dreifaltigkeit in Walchs

## Geschichte
Die Kapelle wurde 1849 an der Stelle einer baufälligen Vorgängerin errichtet. Die Kosten trugen die Bewohner von Walchs. Den Plan fertigte der Zimmermeister Wiest aus dem nahen Mindelheim. Um 1900 wurde die heute wiederum baufällige Kapelle renoviert. Der nach Westen gerichtete, flach gedeckte Bau hat einen segmentbogigen Schluss. In den Längswänden befinden sich je zwei kleine Korbbogenfenster. Im Osten ist eine Stichbogentür zwischen runden Guckfenstern in die Wand eingelassen. Außen setzt sich ein vorkragendes Traufgesims an den mit glattem Putz herausgehobenen Ecken der Ostseite fort.
Der Altar wurde wohl Ende des 17. Jahrhunderts gefertigt und ähnelt den alten Seitenaltären in Stetten. Das Holz wurde allerdings erst um 1900 gefasst. Er besitzt einen Sarkophagstipes und einen viersäuligen Aufbau. Die Außensäulen sind zurückgestaffelt. Das Gebälk ist verkröpft, der Fries trägt ohrmuschelähnliches Dekor. Der Giebel ist gesprengt. Das Altarbild mit der Heiligen Dreifaltigkeit wurde um 1900 auf Blech gemalt. Das Gestühl mit Brettwangen stammt wohl aus dem 19. Jahrhundert. Ein Gemälde des heiligen Otmar als Viehpatron ist eine Kopie aus dem Jahre 1943. Das Original von 1793 befand sich früher in der Kapelle und hängt gegenwärtig in der Pfarrkirche von Eutenhausen, Gemeinde Markt Rettenbach.